# Khalia Lanier
Khalia Imani Lanier (Scottsdale, 19 settembre 1998) è una pallavolista statunitense, schiacciatrice della Pro Victoria.

## Biografia
Figlia dell'ex cestista Bob Lanier; nasce a Scottsdale, in Arizona.

## Carriera

### Club
La carriera di Khalia Lanier inizia a livello giovanile nell'Arizona Storm, col quale gioca per sei annate durante le quali gioca anche a livello scolastico con lo Xavier Preparatory. Dopo il diploma gioca a livello universitario, partecipando alla NCAA Division I con la Southern California: fa parte del programma delle Trojans dal 2016 al 2019, ricevendo diversi riconoscimenti individuali.
Nella stagione 2020-21 firma il suo primo contratto professionistico nella Serie A1 italiana, ingaggiata dal Bergamo: al termine dell'annata gioca a Porto Rico, dove partecipa alla Liga de Voleibol Superior Femenino 2021 con le Pinkin de Corozal, venendo premiata come miglior attaccante del torneo. Nella stagione seguente torna nella città orobica, stavolta nella neonata Bergamo 1991, dove resta per due annate, per poi firmare per l'Imoco, sempre in Serie A1, per il campionato 2023-24, con cui vince due Supercoppe italiane, due Coppe Italia, due scudetti, due Champions League e un campionato mondiale per club.
Nel campionato 2025-26 viene ingaggiata dalla Pro Victoria, sempre nella massima divisione italiana.

### Nazionale
Nel 2015 viene convocata nella nazionale statunitense under 18, conquistando la medaglia d'argento al campionato mondiale. Con la nazionale under 20 si aggiudica invece la medaglia d'oro alla Coppa panamericana 2017.

## Palmarès

### Club
- Campionato italiano: 2

2023-24, 2024-25
- Coppa Italia: 2

2023-24, 2024-25
- Supercoppa italiana: 2

2023, 2024
- Campionato mondiale per club: 1

2024
- Champions League: 2

2023-24, 2024-25

### Nazionale (competizioni minori)
- Campionato mondiale under 18 2015
- Coppa panamericana under 20 2017

### Premi individuali
- 2017 - All-America First Team
- 2017 - NCAA Division I: Gainesville Regional All-Tournament Team
- 2019 - All-America Second Team
- 2021 - Liga de Voleibol Superior Femenino: Miglior attaccante